# Печица
Печица (словен. Pečica) је насељено место у општини Шмарје при Јелшах, Савињска регија, Словенија.

## Историја
До територијалне реорганизације у Словенији била је у саставу старе општине Шмарје при Јелшах.

## Становништво
У попису становништва из 2011. године, Печица је имала 107 становника.
| Број становника према пописима | Број становника према пописима | Број становника према пописима |
| ------------------------------ | ------------------------------ | ------------------------------ |
| 1991                           | 2002                           | 2011                           |
| 136                            | 109                            | 107                            |

Напомена: До 1955. исказивано под именом Свети Михаел. Године 2017. извршена је мања размена територија између насеља Печица и Сладка Гора.